# 纳赖河
纳赖河（法語：Narais，法語發音：[naʁɛ]）是法国卢瓦尔河地区大区萨尔特省的河流，是于讷河的左支流，长26.3千米，发源自马里涅拉耶和圣马尔杜蒂耶之间，于圣马尔拉布里耶尔流入于讷河。